# Opus Pacis
Az Opus Pacis (latin: "béke műve"), a magyar katolikus egyház békemozgalmi szervezete volt 1957-től 1989-ig. A kommunista kormányzat nyomására hozta létre a püspöki kar, hogy ez a testület támogassa az Országos Béketanács által felvett "békegondolatot" a papság és a hívek körében.
Az Opus Pacis mindenkori elnöke a Magyar Katolikus Püspöki Kar egyik tagja volt, tagjai pedig az egyház vezetői közül kerültek ki. A szervezet kiépítésére, feladatainak kidolgozására és végrehajtására szervező- és intézőbizottságot állítottak fel. Ennek első elnöke Grősz József kalocsai érsek, legismertebb tagja pedig Beresztóczy Miklós lett.
Az Opus Pacis hivatalos lapja a Katolikus Szó volt. 1989 júniusában a szervezet utolsó elnöke, Dankó László kalocsai érsek római konzultáció után bejelentette az Opus Pacis megszűnését.